# سارا آلن
سارا آلن (انگلیسی: Sarah Allen؛ زادهٔ ۱۹۸۰) بازیگر اهل کانادا است. وی از سال ۲۰۰۳ میلادی تاکنون مشغول فعالیت بوده‌است.
از فیلم‌ها یا برنامه‌های تلویزیونی که وی در آن نقش داشته‌است می‌توان به انسان بودن، مسجد کوچکی در مرغزار، انبار ۱۳، ماجراهای مرداک، منطقه مرده، ریگان‌ها، پنجره مخفی، شوهر، نیکیتا، در جاده، عجیب اما واقعی، کت‌شلواری‌ها و گستره اشاره کرد.